# Marleen Teugels
Marleen Teugels (1959) een Belgische onderzoeksjournaliste en auteur die gespecialiseerd is in gezondheid en welzijn.
Als lector onderzoeksjournalistiek aan de Arteveldehogeschool en de Vrije Universiteit Brussel deed ze wetenschappelijke onderzoeken naar de werkomstandigheden van journalisten. De resultaten van de onderzoeken verschenen in het tijdschrift Knack. 
In 2003 vroeg Teugels inzage in contracten en documenten inzake overheidssubsidies voor tabakspreventiecampagnes. Dit dossier over de financiering van rookpreventiecampagnes door de tabaksindustrie leidde tot het eerste Belgische wobproces. Het proces werd gesteund door de journalistenbond VVJ.
In het tijdschrift Knack publiceerde ze samen met Nico Krols de artikelenserie Asbest, de seriemoordenaar. De serie werd in 2007 bekroond met de Dexiaprijs en De Loep in de categorie 'Tekstueel'.
In haar boek Met stille trom onderzocht ze de gevolgen voor militairen van hoogtechnologische oorlogvoering. Over militairen die na vredesmissies vaak thuis geconfronteerd werden met vreemde ziekteverschijnselen. 

## Prijzen
- De Loep (2007)
- Dexiaprijs (2007)